# Bildungssystem in Neuseeland
Das Bildungssystem in Neuseeland ist klassisch auf drei Säulen aufgebaut, dem Early Learning (frühes Lernen) für die Altersklasse von 0 bis 6 Jahre, der allgemeinen Schulbildung, generell für die Altersklassen 5 bis 19 Jahre, und der tertiären Bildung, die für alle Altersklassen ab 16 Jahren gilt und die universitäre Bildung, polytechnische Bildung (technische Hochschulen), private Ausbildungsorganisationen und die der Industrie mit einschließt.

## Zuständigkeit
Das Bildungssystem untersteht dem Ministry of Education, dessen zuständiger Minister seit 2017 Chris Hipkins von der New Zealand Labour Party ist.

## Early Learning
Hier wird in Neuseeland unter dem Begriff Early Childhood Education (ECE) ein System verstanden, das unter Einbeziehung der Eltern eine effektive Einschätzung und Beurteilung von Kindern ermöglicht, um ein kindgerechtes Lernen zu ermöglichen. Es werden Beurteilungsmuster über das Lernen der Kinder erstellt, die Lehrerbeobachtungen, Lerngeschichten, Protokolle, das Handeln der Kinder und Kommentare und Bewertung der Eltern und der Kinder einschließen.
Nach Aussage des New Zealand Immigration Service gab es im Jahr 2018 über 5000 Childcare-Center und Pre-School-Einrichtungen in Neuseeland, in denen im gleichen Betrachtungszeitraum rund 95 % der Kinder in Neuseeland Betreuung nach dem ECE-System und zwar für 20 bis 22 Stunden pro Woche erhielten. Für drei bis vier Jahre alte Kinder werden bis zu 20 Stunden pro Woche vollständig durch den Staat finanziert.

## Schulsystem
In Neuseeland besteht für alle Kinder von 6 Jahren an bis zu einem Alter von 16 Jahren Schulpflicht, wobei die meisten Kinder bereits im Alter von 5 Jahren eingeschult werden. Anders als z. B. in Deutschland werden die Kinder mit dem Erreichen des 5. Lebensjahrs, also an ihrem Geburtstag eingeschult und in einer bereits bestehenden Klassengemeinschaft in besonderer Weise Willkommen geheißen und aufgenommen.
Die Einschulung beginnt in der Primary School, die einer Grundschule des deutschen Schulsystems vergleichbar ist. Eine sogenannten Full Primary School verfügt über die Jahrgangsklassen 1 bis 8, eine sogenannte Contributing Primary School hingegen nur über die Jahrgangsklassen 1 bis 6. Kinder, die eine solche Schule besuchen, müssen die Klassen 7 und 8 dann in einer Intermediate School absolvieren. Die Jahrgangsstufen 9 bis 13 sind den Schulen der Secondary Schools vorbehalten, die sich in Neuseeland entweder College oder High School nennen. Es ist für Kinder möglich, auch nach dem Absolvieren der Klasse 11 die Schule zu verlassen, doch nur, wenn sie das 16. Lebensjahr bereits erreicht haben.

### Schultypen und Jahrgangsstufen
| Jahrgangs- stufen | Schultyp                            | Alters- klasse |
| ----------------- | ----------------------------------- | -------------- |
| 1 – 6             | Contributing Primary School         | 5 – 10         |
| 1 – 8             | Full Primary School                 | 5 – 12         |
| 7 – 8             | Intermediate School                 | 11 – 12        |
| 9 – 13            | Secondary School (Year 9-13)        | 13 – 17        |
| 7 – 13            | Secondary School (Year 7-13)        | 11 – 17        |
| 7 – 10            | Middle School or Junior High School | 11 – 14        |
| 11 – 13           | Senior High School                  | 15 – 17        |
| 1 – 10            | Composite School                    | 5 – 14         |
| 1 – 13            | Composite School oder Area School   | 5 – 17         |

Im Jahr 2014 wurde in Neuseeland mit einer Partnership School (Kura Hourua) zum ersten Mal ein neuer Schultyp eingeführt. In dieser Schule wird die Bildungsvermittlung mit der Wirtschaft und mit Bürgergemeinschaften in Verbindung gebracht.

### Schulträger
Es gibt zur Trägerschaft drei Typen von Schulen in Neuseeland, die State Schools (staatlichen Schulen), die State Integrated Schools (staatlichen Schulen mit einem besonderen Character) und die Private Schools (privaten Schulen). Sie alle unterliegen der staatlichen Kontrolle in Sachen der Bildung und den Bildungsabschlüssen.
- Die über 2500 staatlichen Schulen übernehmen die Kosten für neuseeländische Schüler bis zu einem Alter von 19 Jahren. Auch für Kinder mit dem Status eines Permanent Resident (dauerhaften Aufenthaltsstatus) oder Kinder von den Cookinseln, Tokelau oder Niue, gilt diese Regelung. Für Kinder, die als International Student an die Schulen kommen, muss ein Schulgeld entrichtet werden. Die Kosten für Schuluniform, Examensgebühren und für spezielle Kurse müssen allerdings von den Eltern aller Schüler getragen werden. Je nach Region und Bevölkerungsdichte haben die Schulen zwischen 10 und über 2000 Schüler und werden insgesamt von rund 85 % der Schüler in Neuseeland besucht.[7]
- Rund 10 % der Schüler in Neuseeland besuchen eine State Integrated School. Diese Schulen sind entweder in besonderer Weise religiös ausgerichtet oder verfolgen pädagogische Konzepte von Steiner oder Montessori.
- Rund 5 % der Schüler besuchen hingegen private Schulen, die in der Regel auch Unterkünfte für die Schüler bereithalten. Diese Schulen erhalten keiner staatliche finanzielle Unterstützung. Das Schulgeld in diesen Schule beträgt um die 20.000 NZ$ pro Jahr.[6]

Neben den Secondary Schools, an denen Jungen und Mädchen zusammen unterrichtet und als co-educational bezeichnet werden, sind ungefähr 10 % der Schulen geschlechtsorientiert, also reine Jungen- oder Mädcheninternate bzw. -schulen.

## Tertiäres Bildungssystem
Neben den acht neuseeländischen Universitäten besitzt das Land 16 öffentlich finanzierte Polytechnics (Technische Hochschulen) und Institutes of Technology (Technische Institute), drei Wānanga, die neben der Sprachausbildung in Te Reo Māori auch verschiedene berufsbezogene Ausbildungen in Bezug auf Māori-Belange anbieten, 240 von der Tertiary Education Commission (TEC) unterstützte private Schulungseinrichtungen sowie 12 Schulungsorganisationen der Industrie.

### Universitäten
An den acht Universitäten des Landes, die sich zu rund 33 % aus öffentlichen Mitteln (Stand: 2015) finanzieren, waren im Jahr 2016 insgesamt 132.915 Studenten eingeschrieben. Von diesen Studenten tragen die einheimischen Studenten rund 18 % zur Finanzierung der Universitäten bei und die Studenten aus Übersee rund 10 %. Rund 23 % der Finanzierung wird durch Forschungsaufträge erbracht.
Für alle akademischen Ausbildungsgänge ist für Schüler, die von einer Secondary School kommen, ein Abschluss nach NCEA Level 3 Voraussetzung (siehe unten).

### Polytechnics und Institutes of Technology (ITPs)
Bildungseinrichtungen, die den Polytechnics und Institutes of Technology (ITPs) zuzuordnen sind konzentrieren sich primär auf die berufsbezogene Qualifizierung.

### Wānanga
Die als Wānanga bezeichneten Bildungseinrichtungen sind staatlich finanziert und bieten Allgemeinbildung, berufsbezogene Bindung im Kontext zur Kultur der Māori und sind in der akademischen Bildung den Universitäten gleichgestellt. Ihr Bildungsauftrag ist im Abschnitt 162 des Education Act 1989 (Bildungsgesetz aus dem Jahr 1989) geregelt. Stand 2018 existierten drei Wānangas, die Te Wananga o Raukawa, die Te Wānanga o Aotearoa und die Te Whare Wananga o Awanuiarangi.

## National Certificate of Educational Achievement (NCEA)
Das National Certificate of Educational Achievement (NCEA) stellt ein 3-stufiges Qualifikationssystem dar, das in den Schulen der Secondary Schools angewandt wird, um den Schülern in den Jahrgängen 11 bis 13 entsprechend den individuellen Möglichkeiten und Wünschen das Erreichen unterschiedlicher Qualifikationsstufen zu ermöglichen.
- NCEA Level 1 stellt den niedrigsten erreichbaren Level dar, in dem 80 Credits (Punkte) erreicht werden müssen, egal in welchem Level.
- NCEA Level 2 stellt den mittleren erreichbaren Level dar, in dem 60 Credits auf Level 2 oder höher erreicht werden müssen und 20 Credits auf Level 1 oder höher.
- NCEA Level 3 stellt den höchsten erreichbaren Level dar, in dem 60 Credits auf Level 3 oder höher erreicht werden müssen und 20 Credits auf Level 2 oder höher.[14]

Während der Level 3 die Voraussetzung für ein Studium an den Universitäten darstellt, bietet der Level 2 zunehmend mehr gute Einstiegsmöglichkeiten in einen Beruf.

## New Zealand Qualification Framework (NZQF)
Das New Zealand Qualification Framework (NZQF) ist eine Zertifizierungssystem, das auf 10 Qualifikations-Levels aufbaut und vom Level 1, der Grundlagenwissen zertifiziert, bis zum Level 10 reicht, der die Qualifikation auf der Ebene eines Doktortitels dokumentiert.